# Mosquete Modèle 1777

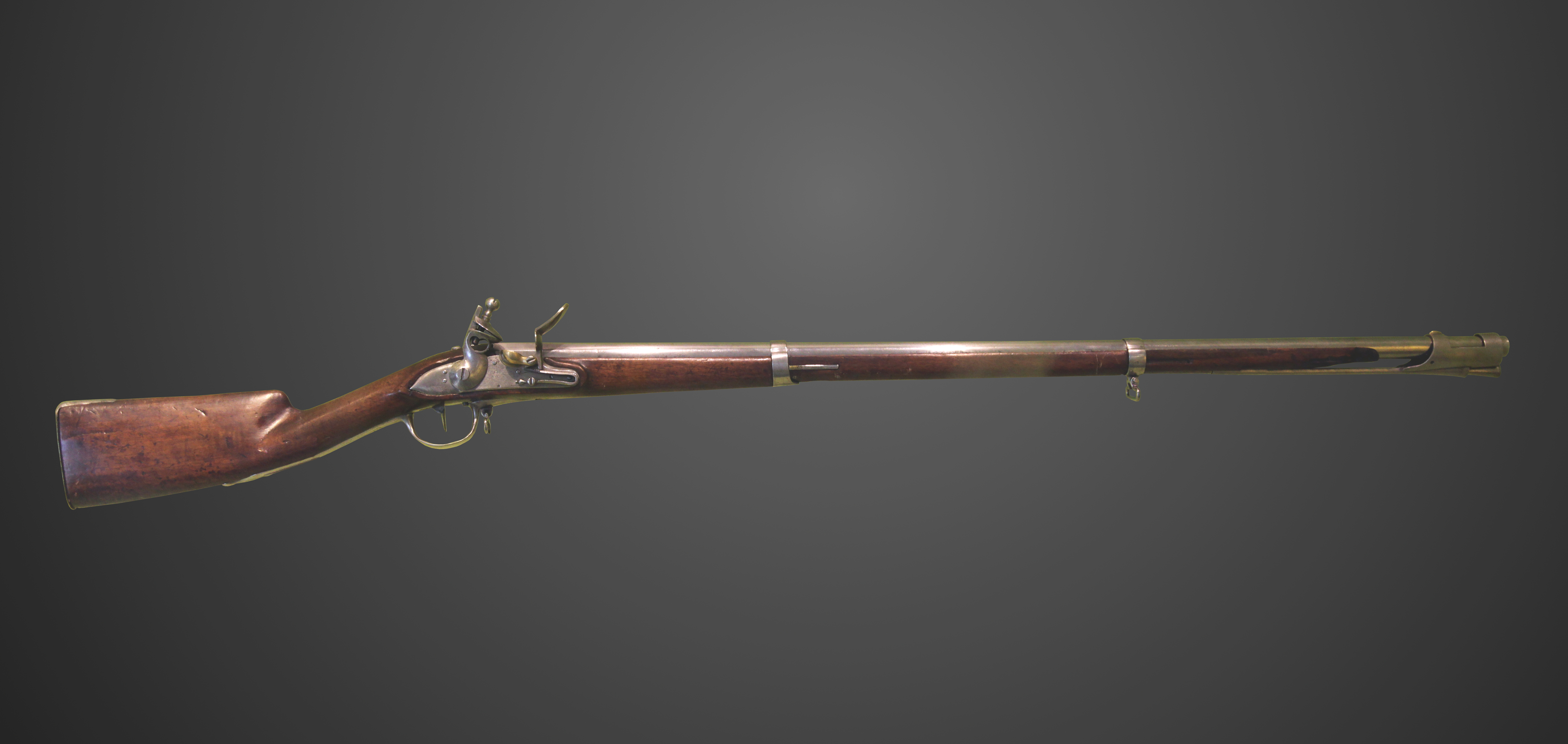
O Mosquete Modèle 1777

O mosquete Modèle 1777, e mais tarde Modèle 1777 corrigé en l'an IX (Modelo 1777 corrigido no ano 1800, ou IX no calendário revolucionário francês) foi uma das armas mais utilizadas no continente Europeu. Ele era parte de uma familia de armas com muitas variantes: para infantaria ligeira, para a artilharia e um mosquetão para a cavalaria.